# Humbertochloa
Humbertochloa là một chi thực vật có hoa trong họ Hòa thảo (Poaceae).

## Loài
Chi Humbertochloa gồm các loài: